# 曼昂島
曼昂島，又稱奇都巴島（Cheduba Island），是緬甸的島嶼，位於孟加拉灣海域，距離蘭里島約15公里，由若開邦負責管轄，長31公里、寬15公里，面積523平方公里，最高點海拔高度140米，1983年人口63,761。
18°48′N 93°38′E / 18.800°N 93.633°E